# Chinese Garden of Friendship

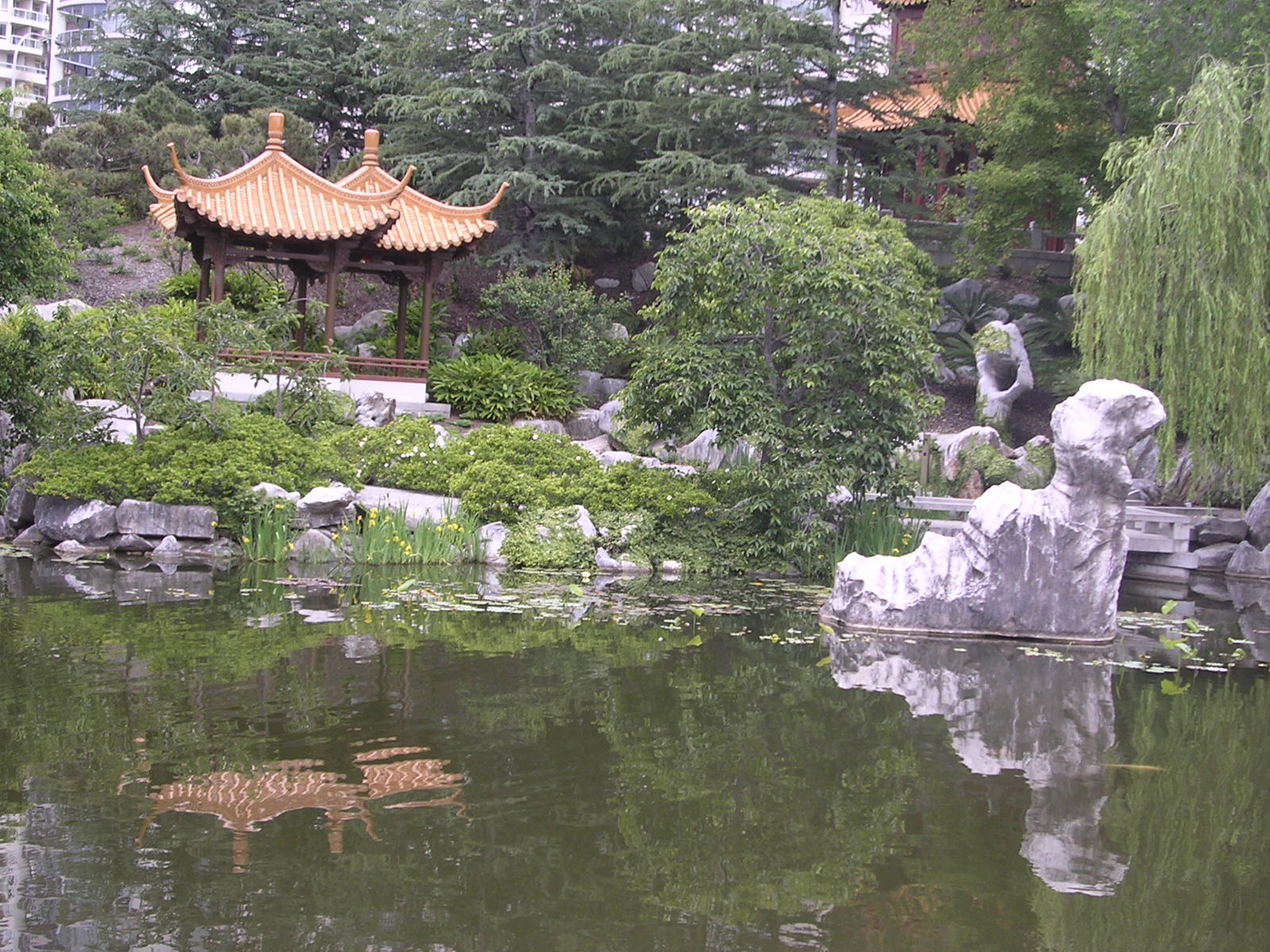
Chinese Garden of Friendship

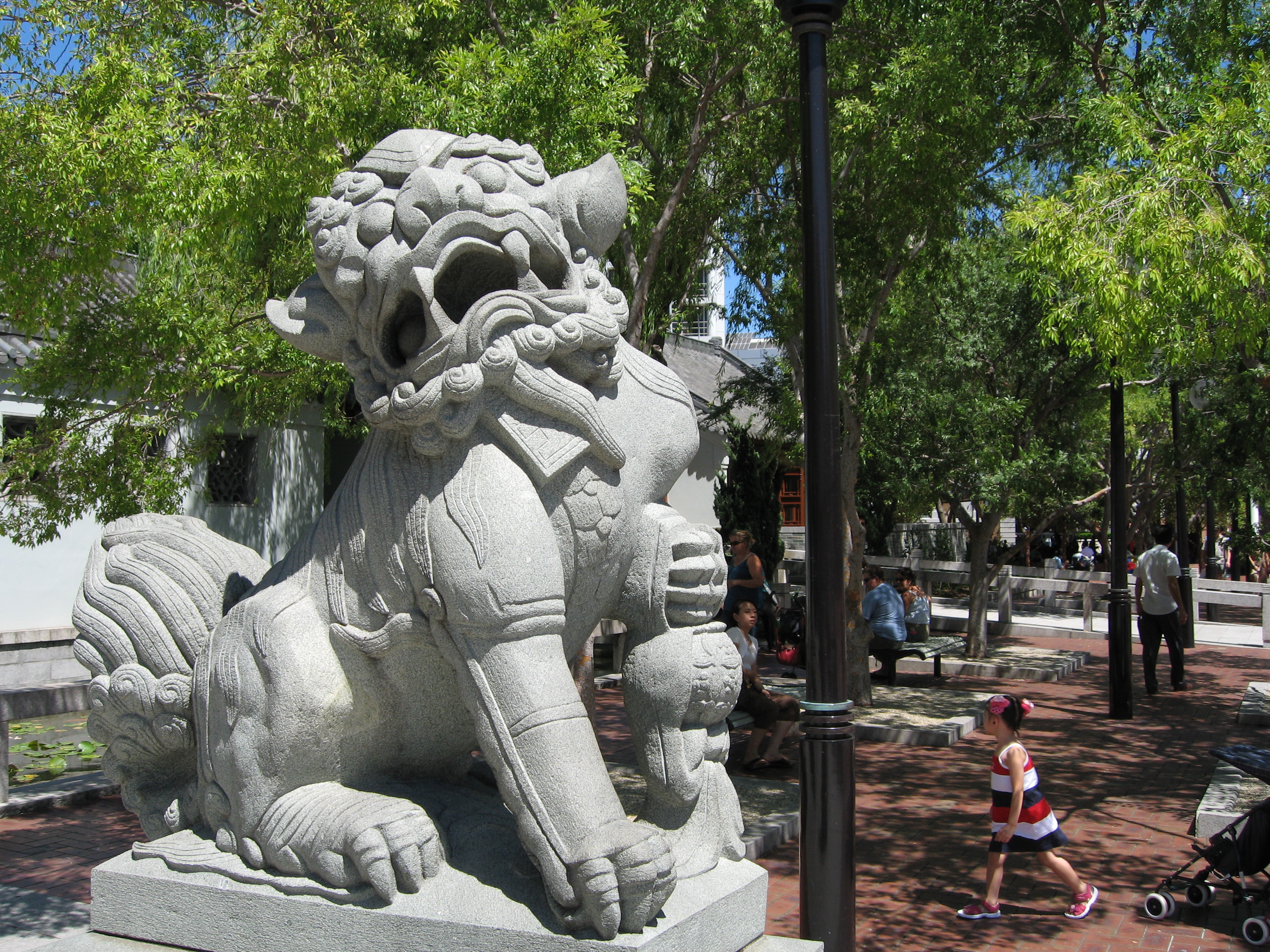
Ingången till parken

Chinese Garden of Friendship (kinesiska: 谊园) är en kinesisk park i Darling Harbour, nära Chinatown i Sydney, Australien. Formgiven efter typiskt kinesiska privatträdgårdar under mingdynastin ger parken besökaren en insikt i den kinesiska kulturen.

## Historia
Den kinesiska parken ritades av Sydneys vänort Guangzhou i Kina. Sydneys Chinatown kompletterar områdets redan rika kulturarv. Parken öppnades officiellt 1988 som en del av Sydneys tvåhundraårsfirande och den namngavs som Garden of Friendship för att symbolisera banden mellan Kina och Australien.

## Karaktär
Hela parken kan inte ses från någonstans i parken. Parken har flera delar som Dragon Wall som symboliserar banden mellan New South Wales och Guangzhou, Water Pavillion of Lotus Fragrance, Twin Pavillion och The Tea House, som serverar traditionellt kinesiskt te och andra drycker.